# Aldbrough St John
Aldbrough St John est un village et une paroisse civile du Yorkshire du Nord, en Angleterre.